# Monoestável

Circuito Monoestável.

Um multivibrador monoestável é um circuito que tem dois estados, em que, somente um deles é estável.
O circuito pode ser colocado no estado instável através de um sinal de entrada. O tempo que o circuito pode ficar no estado instável normalmente é controlado pela carga ou descarga de um capacitor através de um resistor.